# Стехиометрия
Стехиометрията (от старогръцки: στοιχεῖον „елемент“ + μετρέω „измервам“) е изчисляване на реагентите и продуктите в дадена химична реакция. Стехиометрията се основава на закона за запазване на масата, според който общата маса на реагентите се равнява на общата маса на продуктите, от което може да се направи извод, че съотношението между количествата реагенти и продукти обикновено е положително число. Това означава, че ако са известни количествата на отделните реагенти, тогава може да се изчисли количеството продукт. И обратно, ако е известно количеството на единия реагент и количеството на продукта, тогава може да се намери количеството на другите реагенти.
Това може да бъде илюстрирано чрез уравнението:
CH
4 + 2 O
2 → CO
2 + 2 H
2O.
където една молекула метан реагира с две молекули кислород, образувайки една молекула въглероден диоксид и две молекули вода. Тази конкретна химична реакция е пример за пълно горене. Стехиометрията измерва тези количествени съотношения и се използва за определяне на количеството продукти и реагенти, които се получава или са нужни в дадена реакция. Описването на количествените съотношения на субстанциите, които участват в дадена химична реакция, се нарича реакционна стехиометрия (какъвто е примерът по-горе). Поради добре известната връзка между моловете към атомната маса, получените съотношения могат да се използват за определяне на количествата по маса. Това е известно като композиционна стехиометрия. От друга страна, газовата стехиометрия се занимава с реакциите, включващи газове, чиито температура, налягане и обем са известни и се считат за идеални газове. За газовете съотношението на обемите е еднакво (според уравнението на Клапейрон-Менделеев), но съотношението на масите трябва да се изчисли чрез молекулните маси на реагентите и продуктите. На практика, поради наличието на изотопи, се използват вместо това моларни маси за изчисление на съотношението на масите.
Терминът „стехиометрия“ се употребява за пръв път 1792 г. от Йеремиас Бенямин Рихтер.

## Стехиометричен коефициент
Стехиометричният коефициент на който и да е компонент представлява броят молекули, които участват в дадена реакция. Например, в реакцията CH4 + 2 O2 → CO2 + 2 H2O стехиометричният коефициент на CH4 е -1, стехиометричният коефициент на O2 е −2, на CO2 е +1, а на H2O е +2.
В по-технически смисъл, стехиометричният коефициент в система на химична реакция за i-тия компонент се дефинира като:
{\displaystyle \nu _{i}={\frac {\Delta N_{i}}{\Delta \xi }}\,}
или
{\displaystyle \Delta N_{i}=\nu _{i}\Delta \xi \,}
където Ni е броят молекули на i, а ξ е степента на извършване на химичната реакция. Степента на реакцията ξ може да се разглежда като количеството продукт, една молекула от който се произвежда всеки път, когато възникне реакция.
Стехиометричният коефициент νi представлява степента, до която химично вещества участва в реакция. Според конвенцията, реагентите имат отрицателен коефициент, а продуктите имат положителен коефициент. Все пак, всяка реакция може да бъде разглеждана като протичаща в обратна посока, при което всички коефициенти биха обърнали знака си. Дали дадената реакция в действителност ще протече в произволно избраната посока или не зависи от количествата вещества, налични във всеки един момент, което определя химичната кинетика и термодинамика, тоест дали равновесието клони към едната или към другата посока.
В механизмите на реакциите, стехиометричните коефициенти за всяка стъпка винаги са цели числа, тъй като елементарните реакции винаги включват цели молекули. Ако се използва комбинирано представяне на обща реакция, някои коефициенти могат да бъдат рационални дроби. Често са налични химични вещества, които не участват в дадена реакция. В такъв случай, техните стехиометрични коефициенти са равни на нула. Всяко химично вещество, което се регенерира (например катализатор), също има нулев коефициент.
Обикновено, във всяка естествена биологична система протичат множество реакции. Тъй като всеки химичен компонент може да участва в няколко реакции едновременно, стехиометричният коефициент на i-тия компонент в k-тата реакция се определя чрез:
{\displaystyle \nu _{ik}={\frac {\partial N_{i}}{\partial \xi _{k}}}\,}
така че общото изменение в количеството на i-тия компонент е:
{\displaystyle dN_{i}=\sum _{k}\nu _{ik}d\xi _{k}.\,}
Броят физически независими реакции може да е по-голям от броя на химическите съставки. Една и съща реакция може да протича с различна скорост при наличието на различни посредници (катализатори).